# Incendie du 24 décembre 2021 au Bangladesh
 (décembre 2021).
Le contenu est difficilement compréhensible vu les erreurs de traduction, qui sont peut-être dues à l'utilisation d'un logiciel de traduction automatique.
L'incendie du 24 décembre 2021 au Bangladesh est survenu le 24 décembre 2021 lorsque le ferry à passagers MV Avijan-10 a pris feu sur la rivière Sugandha, près de la ville de Jhalokati, au Bangladesh. L'incident a fait au moins 40 morts et plus de 100 blessés. Plusieurs autres personnes ont été portées disparus.

## Contexte
Près de 30% des Bangladais se déplacent sur les rivières, en particulier parmi les pauvres. Les accidents de ferry sont fréquents dans le pays, qui sont "souvent imputés à la surpopulation ou à des règles de sécurité laxistes".

## Accident
Le ferry à trois ponts, le MV Avijan-10, voyageait de Dacca à Barguna (en). Il avait une capacité de 310 passagers mais transportait plus de 500 passagers, dont beaucoup rentraient chez eux pour le week-end. L'incendie s'est déclaré vers 3 heures du matin, alors que de nombreux passagers dormaient, au large de Jhalokati sur la rivière Sugandha. Selon le directeur adjoint des pompiers et de la défense civile à Brishal, Kamal Uddin Bhuiyan, l'incendie a commencé dans la salle des machines et s'est rapidement propagé à d'autres parties du ferry.
L'un des passagers a déclaré que le ferry semblait avoir des problèmes de moteur avant l'incendie. Le moteur a ensuite été rempli de fumée. Certains passagers ont sauté dans la rivière et ont nagé jusqu'au rivage pour échapper à l'incendie. Le Daily Star a rapporté que 15 unités de lutte contre l'incendie sont arrivées sur les lieux dans les 50 minutes suivant l'incendie, et la situation a été maîtrisée à 5 h 20. Un brouillard dense a entravé les opérations de sauvetage.
Selon un responsable local, le bateau devait être ancré sur une berge du village voisin de Diakul. Zohar Ali, l'administrateur en chef du district, a déclaré que 4 à 5 heures se sont écoulées avant que l'incendie ne soit éteint. Il a fallu encore 8 heures pour que le navire se refroidisse. Le chef de la police locale, Moinul Islam, a déclaré que 37 corps avaient été récupérés. La plupart des victimes sont mortes des suites de l'incendie ou se sont noyées lors de leur évasion. 70 passagers blessés ont été hospitalisés, dont sept avaient de graves brûlures et étaient dans un état critique. Le nombre de morts est passé à 40 le lendemain.

## Conséquences
À la suite de l'incident, un comité spécial a été mis en place par le gouvernement pour enquêter sur l'incendie et rendre compte des résultats dans les trois jours.
Selon le Daily Star, le capitaine du bateau n'a pas correctement amarré la chaloupe après la panne des moteurs et a abandonné le navire sans jeter l'ancre. La vedette a ensuite dérivé vers l'aval pendant plus de 30 minutes avant de s'arrêter près de Diakul. La porte principale du lancement était également verrouillée, empêchant les gens de s'échapper. De plus, des responsables du bureau de Barishal de la Bangladesh Inland Water Transport Authority ont déclaré que le lancement était censé avoir un capitaine de première classe, mais avait à la place deux capitaines de deuxième classe.
Une panne moteur aurait été à l'origine de l'incendie. Les deux moteurs précédents du navire ont été remplacés par le propriétaire du navire, Hanjalal Sheikh, en novembre pour un manque de consommation de carburant sans autorisation ni information du service de la navigation (en) des changements. Le propriétaire a déclaré qu'il ne savait pas qu'une autorisation était requise. On pense que la panne du moteur avait commencé comme un problème mineur, qui a ensuite progressé après que personne ne l'ait réparé.